# Tebe (ninfa)
En la mitología griega, Tebe o Teba (en griego Θήβη, Thébe) es una ninfa epónima que tuvo unión con Zeus. Tiene diferentes versiones locales.
Tebe es una náyade, hija del dios fluvial Asopo, que se estableció en Fliunte, donde se casó con Metope, la hija de Ladón. Pausanias nos dice que el río Asopo nace en Fliasia, corre a través del territorio de Sición y desemboca en el mar. Los fliasios dicen que las ninfas Corcira, Egina y Tebe son hijas de él. Se dice que a causa de Corcira y Egina cambiaron sus nombres las islas llamadas Esqueria y Enone (Egina), y por Tebe se llamó el pueblo que está al pie de la Cadmea. Los tebanos no están de acuerdo, pues dicen que Tebe es hija del Asopo beocio y no del fliasio. Algunos dicen que Zeto se casó con Tebe, y de esta recibió su nombre la ciudad de Tebas, aunque no se menciona descendiente alguno de esta unión. Píndaro nos dice que Zeus también gozó de Tebe pero no aporta más datos.
Otra versión dice Tzetzes que tras el diluvio de Deucalión, Zeus habiéndose mezclado con Yodama —hija de Titono, hijo de Anfictión—, engendró a Tebe a quien entrega a un tal Egipto y por quien Tebas es llamada ogigia. Otra variante, en la misma fuente, dice que Zeus, mezclado con Tebe, engendró a Egipto, e hija de este fue Carco. De Tebe proviene la Tebas egipcia y de Carco la isla de Cartago.